# Achard (patronyme)
Pour les articles homonymes, voir Achard.
Cette page présente le nom de famille Achard ainsi que ses variantes.
Achard est un patronyme français d'origine germanique.

## Étymologie
Achard est un nom de famille d'origine germanique, jadis prénom et nom de baptême, formé de deux éléments (Zweigliedriger Rufname) ac- « lame (de l'épée) » ; -hard « dur, fort » ».